# Hệ tứ phân
Hệ tứ phân hay hệ cơ số 4 sử dụng các chữ số 0, 1, 2 và 3 để đại diện cho bất kỳ số thực nào.
Các số trong hệ tứ phân với tất cả các hệ số chữ số cố định có nhiều tính chất, chẳng hạn như khả năng biểu diễn bất kỳ số thực nào với một biểu thức chuẩn (gần như độc nhất) và các đặc tính của biểu diễn số hữu tỉ và số vô tỉ. Xem hệ thập phân và nhị phân để tìm hiểu thêm về các thuộc tính này.

## Mối quan hệ giữa các chữ số trong hệ 4
| ×  | 1  | 2   | 3   | 10  | 11  | 12  | 13  | 20   |
| 1  | 1  | 2   | 3   | 10  | 11  | 12  | 13  | 20   |
| 2  | 2  | 10  | 12  | 20  | 22  | 30  | 32  | 100  |
| 3  | 3  | 12  | 21  | 30  | 33  | 102 | 111 | 120  |
| 10 | 10 | 20  | 30  | 100 | 110 | 120 | 130 | 200  |
| 11 | 11 | 22  | 33  | 110 | 121 | 132 | 203 | 220  |
| 12 | 12 | 30  | 102 | 120 | 132 | 210 | 222 | 300  |
| 13 | 13 | 32  | 111 | 130 | 203 | 222 | 301 | 320  |
| 20 | 20 | 100 | 120 | 200 | 220 | 300 | 320 | 1000 |

| Thập phân     | 0      | 1      | 2      | 3      | 4      | 5      | 6      | 7      | 8      | 9      | 10     | 11     | 12     | 13     | 14     | 15     |         |
| Tứ phân       | 0      | 1      | 2      | 3      | 10     | 11     | 12     | 13     | 20     | 21     | 22     | 23     | 30     | 31     | 32     | 33     |         |
| ------------- | ------ | ------ | ------ | ------ | ------ | ------ | ------ | ------ | ------ | ------ | ------ | ------ | ------ | ------ | ------ | ------ | ------- |
| Bát phân      | 0      | 1      | 2      | 3      | 4      | 5      | 6      | 7      | 10     | 11     | 12     | 13     | 14     | 15     | 16     | 17     |         |
| Thập lục phân | 0      | 1      | 2      | 3      | 4      | 5      | 6      | 7      | 8      | 9      | A      | B      | C      | D      | E      | F      |         |
| Nhị phân      | 0      | 1      | 10     | 11     | 100    | 101    | 110    | 111    | 1000   | 1001   | 1010   | 1011   | 1100   | 1101   | 1110   | 1111   |         |
|               |        |        |        |        |        |        |        |        |        |        |        |        |        |        |        |        |         |
| Thập phân     | 16     | 17     | 18     | 19     | 20     | 21     | 22     | 23     | 24     | 25     | 26     | 27     | 28     | 29     | 30     | 31     |         |
| Tứ phân       | 100    | 101    | 102    | 103    | 110    | 111    | 112    | 113    | 120    | 121    | 122    | 123    | 130    | 131    | 132    | 133    |         |
| Bát phân      | 20     | 21     | 22     | 23     | 24     | 25     | 26     | 27     | 30     | 31     | 32     | 33     | 34     | 35     | 36     | 37     |         |
| Thập lục phân | 10     | 11     | 12     | 13     | 14     | 15     | 16     | 17     | 18     | 19     | 1A     | 1B     | 1C     | 1D     | 1E     | 1F     |         |
| Nhị phân      | 10000  | 10001  | 10010  | 10011  | 10100  | 10101  | 10110  | 10111  | 11000  | 11001  | 11010  | 11011  | 11100  | 11101  | 11110  | 11111  |         |
|               |        |        |        |        |        |        |        |        |        |        |        |        |        |        |        |        |         |
| Thập phân     | 32     | 33     | 34     | 35     | 36     | 37     | 38     | 39     | 40     | 41     | 42     | 43     | 44     | 45     | 46     | 47     |         |
| Tứ phân       | 200    | 201    | 202    | 203    | 210    | 211    | 212    | 213    | 220    | 221    | 222    | 223    | 230    | 231    | 232    | 233    |         |
| Bát phân      | 40     | 41     | 42     | 43     | 44     | 45     | 46     | 47     | 50     | 51     | 52     | 53     | 54     | 55     | 56     | 57     |         |
| Thập lục phân | 20     | 21     | 22     | 23     | 24     | 25     | 26     | 27     | 28     | 29     | 2A     | 2B     | 2C     | 2D     | 2E     | 2F     |         |
| Nhị phân      | 100000 | 100001 | 100010 | 100011 | 100100 | 100101 | 100110 | 100111 | 101000 | 101001 | 101010 | 101011 | 101100 | 101101 | 101110 | 101111 |         |
|               |        |        |        |        |        |        |        |        |        |        |        |        |        |        |        |        |         |
| Thập phân     | 48     | 49     | 50     | 51     | 52     | 53     | 54     | 55     | 56     | 57     | 58     | 59     | 60     | 61     | 62     | 63     | 64      |
| Tứ phân       | 300    | 301    | 302    | 303    | 310    | 311    | 312    | 313    | 320    | 321    | 322    | 323    | 330    | 331    | 332    | 333    | 1000    |
| Bát phân      | 60     | 61     | 62     | 63     | 64     | 65     | 66     | 67     | 70     | 71     | 72     | 73     | 74     | 75     | 76     | 77     | 100     |
| Thập lục phân | 30     | 31     | 32     | 33     | 34     | 35     | 36     | 37     | 38     | 39     | 3A     | 3B     | 3C     | 3D     | 3E     | 3F     | 40      |
| Nhị phân      | 110000 | 110001 | 110010 | 110011 | 110100 | 110101 | 110110 | 110111 | 111000 | 111001 | 111010 | 111011 | 111100 | 111101 | 111110 | 111111 | 1000000 |

### Mối quan hệ với hệ nhị phân
Như với hệ bát phân và hệ thập lục phân, hệ tứ phân có một mối quan hệ đặc biệt với hệ thống số nhị phân. Mỗi bộ đếm 4, 8 và 16 là luỹ thừa của 2, do đó việc chuyển đổi đến và từ nhị phân được thực hiện bằng cách kết hợp mỗi chữ số với 2, 3 hoặc 4 chữ số nhị phân, hoặc các bit. Ví dụ, trong cơ sở 4,
302104 = 11 00 10 01 002.
Mặc dù bát phân và thập phân được sử dụng rộng rãi trong toán và lập trình máy tính trong các cuộc thảo luận và phân tích số học nhị phân và logic, tứ phân ít được sử dụng và gần như bị lãng quên.
Bằng cách tương tự với byte và nybble, một chữ số tứ phân khi được gọi là crumb.

## Phân số
Do chỉ có luỹ thừa của hai, nhiều số hệ tứ phân có sự lặp đi lặp lại các chữ số, mặc dù nó khá đơn giản:
| Cơ số thập phân Thừa số nguyên tố: 2, 5 Thừa số nguyên tố dưới: 3 Thừa số nguyên tố trên: 11 Các thừa số nguyên tố chính khác: 7 13 | Cơ số thập phân Thừa số nguyên tố: 2, 5 Thừa số nguyên tố dưới: 3 Thừa số nguyên tố trên: 11 Các thừa số nguyên tố chính khác: 7 13 | Cơ số thập phân Thừa số nguyên tố: 2, 5 Thừa số nguyên tố dưới: 3 Thừa số nguyên tố trên: 11 Các thừa số nguyên tố chính khác: 7 13 | Tứ phân Thừa số nguyên tố: 2 Thừa số nguyên tố dưới: 3 Thừa số nguyên tố trên: 11 Các thừa số nguyên tố chính khác:13 23 31 | Tứ phân Thừa số nguyên tố: 2 Thừa số nguyên tố dưới: 3 Thừa số nguyên tố trên: 11 Các thừa số nguyên tố chính khác:13 23 31 | Tứ phân Thừa số nguyên tố: 2 Thừa số nguyên tố dưới: 3 Thừa số nguyên tố trên: 11 Các thừa số nguyên tố chính khác:13 23 31 |
| Phân số | Thừa số nguyên tố của mẫu số | Giá trị | Giá trị | Thừa số nguyên tố của mẫu số                                                                                                | Phân số |
| 1/2 | 2 | 0.5 | 0.2 | 2 | 1/2 |
| 1/3 | 3 | 0.3333... = 0.3 | 0.1111... = 0.1 | 3 | 1/3 |
| 1/4 | 2 | 0.25 | 0.1 | 2 | 1/10 |
| 1/5 | 5 | 0.2 | 0.03 | 11 | 1/11 |
| 1/6 | 2, 3 | 0.16 | 0.02 | 2, 3 | 1/12 |
| 1/7 | 7 | 0.142857 | 0.021 | 13 | 1/13 |
| 1/8 | 2 | 0.125 | 0.02 | 2 | 1/20 |
| 1/9 | 3 | 0.1 | 0.013 | 3 | 1/21 |
| 1/10 | 2, 5 | 0.1 | 0.012 | 2, 11 | 1/22 |
| 1/11 | 11 | 0.09 | 0.01131 | 23 | 1/23 |
| 1/12 | 2, 3 | 0.083 | 0.01 | 2, 3 | 1/30 |
| 1/13 | 13 | 0.076923 | 0.010323 | 31 | 1/31 |
| 1/14 | 2, 7 | 0.0714285 | 0.0102 | 2, 13 | 1/32 |
| 1/15 | 3, 5 | 0.06 | 0.01 | 3, 11 | 1/33 |
| 1/16 | 2 | 0.0625 | 0.01 | 2 | 1/100 |

## Đường cong Hilbert
Các số  được sử dụng trong các đường cong 2D Hilbert. Ở đây số thực giữa 0 và 1 được chuyển thành hệ tứ phân. Mỗi con số đơn lẻ bây giờ chỉ ra trong đó của 4 tiểu số tương ứng số lượng sẽ được dự kiến.

## Di truyền
Có 4 DNA gồm các nucleotic trong bảng chữ cái, viết tắt là A,C (hoặc X), G, T. Ví dụ, trình tự nucleotic GATTACA có thể được biểu diễn bằng số theo hệ 4 đến chữ số thứ bảy: 2033010 (= 9156 hệ thập phân hoặc nhị phân là 10 00 11 11 00 01 00).

## Truyền dữ liệu
Các mã dòng thứ cấp đã được sử dụng để truyền, từ việc phát minh ra điện báo đến mã 2B1Q được sử dụng trong các mạch ISDN hiện đại.